# 세비지 리베일 로드요트 GTS
세비지 리베일 로드요트 GTS(네덜란드어: Savage Rivale Roadyacht GTS)는 세비지 리베일에서 2009년에 생산했던 스포츠카다.

## 세비지 리베일 GTR
세비지 리베일 로드요트 GTS를 베이스로 제작된 레이스 카이다.

## 비디오 게임에서의 등장
- 아스팔트 8: 에어본